# Idea obiana
Idea obiana är en fjärilsart som beskrevs av Hans Fruhstorfer 1910. Idea obiana ingår i släktet Idea och familjen praktfjärilar. Inga underarter finns listade i Catalogue of Life.